# Kleinfurra
Kleinfurra est une municipalité allemande du land de Thuringe, située dans l’arrondissement de Nordhausen, au centre de l’Allemagne.